# Gare de Cepoy
La gare de Cepoy est une gare ferroviaire, fermée et détruite, de la ligne de Moret - Veneux-les-Sablons à Lyon-Perrache. Elle était située à l'extrémité de la rue de la Gare, à l'est du bourg centre de la commune de Cepoy, dans le département du Loiret en région Centre-Val de Loire.
Mise en service vers 1888 par la Compagnie des chemins de fer de Paris à Lyon et à la Méditerranée (PLM), elle est fermée par la Société nationale des chemins de fer français (SNCF) entre 1972 et 2000.

## Situation ferroviaire
Établie à 88 mètres d'altitude, la gare de Cepoy était située au point kilométrique (PK) 113,774 de la ligne de Moret - Veneux-les-Sablons à Lyon-Perrache, entre les gares de Ferrières - Fontenay et de Montargis,.

## Histoire

### Station PLM (1888-1937)
En 1887, la gare de Cepoy est en cours de construction par la Compagnie des chemins de fer de Paris à Lyon et à la Méditerranée (PLM).
En 1911, la gare figure dans la Nomenclature des gares stations et haltes du PLM. C'est une station de la ligne PLM de Moret-les-Sablons à Nimes, située entre la gare de Ferrières - Fontenay et la gare de Montargis. C'est une station ouverte au service complet de la grande vitesse, à l'exclusion des voitures, chevaux et bestiaux et fermée au service de la petite vitesse.

Au début des années 1900
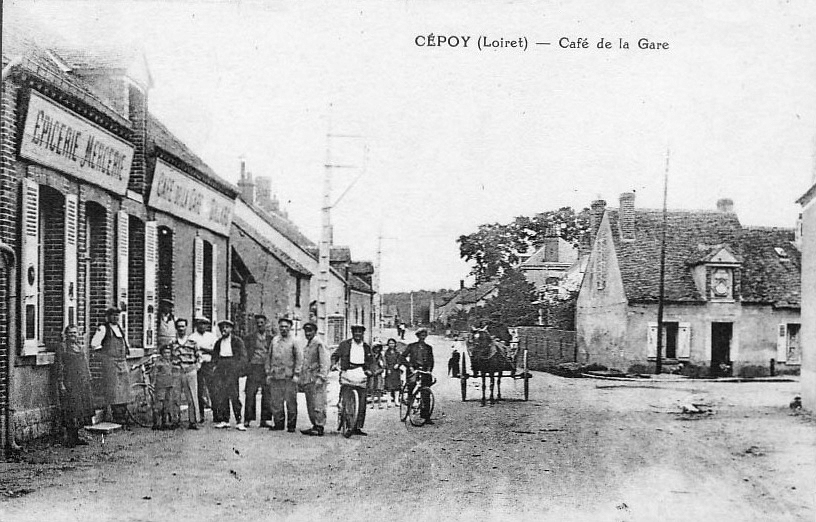
Café de la gare.
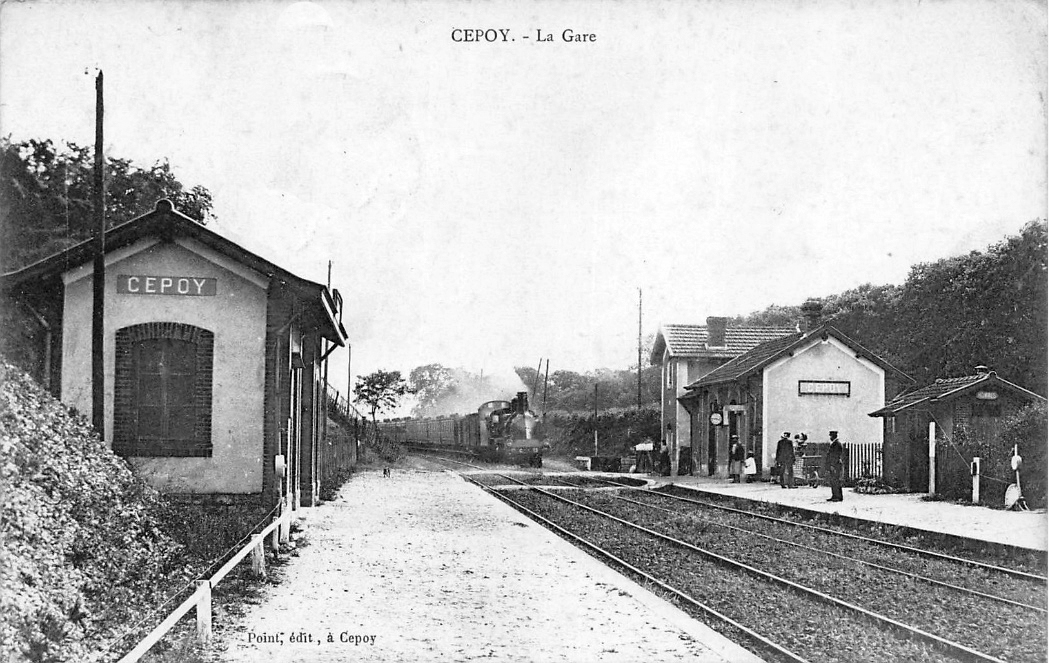
Gare.

Le 11 octobre 1916 la compagnie PLM propose de « limiter le fonctionnement de la station de Cepoy (Loiret), actuellement ouverte au service complet de la grande vitesse, à l'exclusion des voitures, chevaux, bagages, chiens et articles de messagerie, y compris les denrées, finances et valeurs dont le poids n'excède par 100 kg par expédition, les expéditeurs et destinataires étant tenus d'aider à la manutention de leurs colis ». Le 21 mars 1917 la compagnie PLM annule sa demande.

### Halte SNCF (de 1938 à une date indéterminée)
En 1972, Cepoy est desservie par un autorail Picasso, attelé à une remorque, qui assure la desserte omnibus pour Moret.
De 1956 au début des années 1980 Cepoy est un point d'arrêt non géré (PANG) qui n'a aucune activité en 1985.
Le bâtiment est détruit après l'électrification car il n'était pas assez éloigné des caténaires pour être utilisé par une activité autre que ferroviaire.